# Carazo (Pol)
Carazo (llamada oficialmente San Pedro de Carazo) es una parroquia española del municipio de Pol, en la provincia de Lugo, Galicia.

## Organización territorial
La parroquia está formada por dos entidades de población:
- Outeiro (O Outeiro)
- Regada (A Regada)

## Demografía
| Gráfica de evolución demográfica de Carazo entre 2000 y 2020 |
|                                                              |
| Datos según el nomenclátor publicado por el INE.             |